# ششدر
ششدر اصطلاحی است در بازی تخته نرد و عبارت از آن است که یکی از بازیکنان شش خانه جلو مهره‌های حریف را گرفته باشد و او نتواند مهره‌های خود را حرکت بدهد.
در ضمن، کنایه از عالم سرگشتگی نیز هست.
در فرهنگ فارسی معین چنین آمده است: ۱- هر چیز دارای شش در و شش جهت. ۲- در بازی نرد چنان است که یکی از بازیکنان، شش خانه مقابل مهره‌های حریف را گرفته باشد و او نتواند مهره‌های خود را حرکت دهد. ۳- بسته بودن راه خروج و نجات.